# Canthigaster investigatoris
Canthigaster investigatoris är en fiskart som först beskrevs av Annandale och Jenkins 1910.  Canthigaster investigatoris ingår i släktet Canthigaster och familjen blåsfiskar. Inga underarter finns listade.